# سینه ۳۱۳۸
سیارک ۳۱۳۸ (به انگلیسی: 3138 Ciney، نامگذاری:1980KL) سه هزار و صد و سی و هشتمین سیارک کشف شده‌است که در ۲۲ مه ۱۹۸۰ کشف شد.
قدر مطلق سیارک برابر ۱۳٫۴۰ است.